# Mount Bridgman
Mount Bridgman ist ein rund 1200 m (nach anderen Angaben 1000 m oder 914 m) hoher und markanter Berg im Zentrum der Liard-Insel in der zur Loubet-Küste des westantarktischen Grahamlands gehörenden Hanusse-Bucht.
Luftaufnahmen der US-amerikanischen Ronne Antarctic Research Expedition (1947–1948) und der Falkland Islands and Dependencies Aerial Survey Expedition (1956–1957) dienten der Kartierung des Berges. Das UK Antarctic Place-Names Committee benannte ihn nach dem US-amerikanischen Physiker und Nobelpreisträger Percy Williams Bridgman (1882–1961), der die Eiskristallbildung unter Hochdruckbedingungen untersuchte.